# Traumschöne Nacht
Traumschöne Nacht ist eine in deutsch-französischer Gemeinschaftsproduktion entstandener Revuefilm aus dem Jahre 1952 von Ralph Baum mit Albert Hehn und Ingrid Lutz in den Hauptrollen.

## Handlung
Peter ist ein talentierter junger Komponist, dem es bislang nicht gelang, die von ihm geschriebene Revue „Traumschöne Nacht“ bei einem Musiktheater unterzubringen. Hinter den Kulissen des „Alhambra“, einer Pariser Music-Hall, begegnet er Violetta, einer jungen Nachwuchskünstlerin. Ihr zuliebe hat Herr Maroni, der Direktor des „Alhambra“, der in Violetta verliebt ist aber von ihr abgewiesen wird, ein Kostümfest ausgerichtet, auf die die junge Entertainerin als kleine Blumenverkäuferin erscheint. Als dort auch Peter auftaucht, glaubt er, dass Violette tatsächlich Blumen verkauft.
Es folgen die üblichen Irrungen und Wirrungen, Verwechslungen und Missverständnisse bis sich alles aufklärt und die beiden Protagonisten, die sich in der Zwischenzeit ineinander verliebt haben, ein Paar werden. Zu guter Letzt gelingt es einem amerikanischen Freund Jean-Pierres in der Verkleidung einer amerikanischen Managerin doch noch, dass Regniers „Traumschöne Nacht“ von Maroni angenommen wird. Natürlich erhält Violetta die Hauptrolle, und die Revue feiert einen schönen Premierenerfolg.

## Produktionsnotizen
Traumschöne Nacht und die französischsprachige Originalfassung mit dem Titel Plaisirs de Paris entstand zwischen dem 16. Juli und dem 24. August 1952 in den Filmstudios von Paris-Billancourt. Während das französische Original am 21. November 1952 in Paris anlief, war die deutsche Premiere am 23. Dezember 1952 in Frankfurt am Main.
Henri Baum übernahm die Produktionsleitung. Jean d’Eaubonne und Georges Wakhévitch schufen die Filmbauten, Rosine Delamare die Kostüme. Marcel Ophüls volontierte bei Regisseur Ralph Baum.
Die dünne Filmhandlung wurde überwiegend aufgefüllt mit einer Reihe von Revueauftritten in Gesang und Tanz.

## Kritik
Im Lexikon des Internationalen Films heißt es: „Die in den 50er Jahren in westdeutscher Produktion häufigste Revue-Lustspiel-Mischung wurde mit französischem Verputz zu einer dünnen Liebesgeschichte zwischen armem Komponisten und arrivierter Revuedame angereichert. Dazu kommen einige Entkleidungs- und sonstige "Attraktionen" aus Pariser Nachtlokalen, die sich zu einem horrend platten und einfallslosen Unterhaltungsfilm verbinden.“